# Obelisco de File
El obelisco de File es uno de los dos hallados en File (Alto Egipto) en 1815; subsiste completo mientras que su gemelo se fracturó ya en tiempos antiguos. Poco después este obelisco y un gran fragmento del otro fueron adquiridos por William John Bankes y actualmente permanecen en los jardines del que fue su palacio: Kingston Lacy, en el Reino Unido.
Se encuentran en el obelisco dos inscripciones: uno en egipcio mediante jeroglíficos y el otro en griego antiguo. Al comparar ambos textos, aunque no eran traducciones de uno a otro, Bankes creyó reconocer los nombres Ptolomeo y Cleopatra en caracteres jeroglíficos. Su identificación, tiempo más tarde, fue confirmada por Thomas Young y Jean-François Champollion, y el obelisco le fue sumamente útil a Champollion para el desciframiento que llevaba a cabo sobre los jeroglíficos egipcios.
Las inscripciones registran una petición de los sacerdotes egipcios en File y la respuesta favorable por parte de Ptolomeo VIII y las reinas Cleopatra II y Cleopatra III. Los documentos están fechados entre 118 y 117 a. C.
Durante la década de 1820, Bankes adquirió el obelisco encontrado en File y lo transportó a su mansión solariega, en Kingston Lacy (Dorset, Inglaterra). La operación se llevó a cabo con la ayuda del aventurero Giovanni Belzoni. La casa ahora pertenece a la Fundación Nacional para Lugares de Interés Histórico o Belleza Natural y el obelisco actualmente se encuentra en sus jardines.
El obelisco, en consonancia con su carácter bilingüe y la "traducción" metafórica de la misión espacial Rosetta, da nombre a la misión Philae, que llegó al cometa 67P/Churiumov-Guerasimenko el 6 de agosto de 2014 y aterrizó el 12 de noviembre de 2014.

## Galería fotográfica
| Obelisco de File             |
| Vista 1 del obelisco de File |

| Obelisco de File             |
| Vista 2 del obelisco de File |

| Obelisco de File             |
| Vista 3 del obelisco de File |